# Blood on the Tracks
| 전문가 평가                   | 전문가 평가 |
| 평가 점수                     | 평가 점수   |
| 출처                          | 점수        |
| ----------------------------- | ----------- |
| AllMusic                      | [ 2 ]       |
| Chicago Tribune               | [ 3 ]       |
| Encyclopedia of Popular Music | [ 4 ]       |
| Music Story                   | [ 5 ]       |
| MusicHound Rock               | 5/5         |
| Pitchfork                     | 10/10       |
| Q                             | [ 8 ]       |
| The Rolling Stone Album Guide | [ 9 ]       |
| Sputnikmusic                  | 5/5         |
| The Village Voice             | A           |

《Blood on the Tracks》는 미국의 싱어송라이터 밥 딜런이 1975년 1월 20일, 컬럼비아 레코드에서 발매한 열다섯 번째 스튜디오 음반이다. 이 음반은 딜런이 두 장의 음반이 어사일럼 레코드와 함께한 후 컬럼비아 레코드로의 복귀를 기념했다. 딜런은 1974년 9월, 뉴욕에서 이 음반을 녹음하기 시작했다. 컬럼비아 레코드가 음반을 발매하기 직전인 12월, 딜런은 갑자기 미니애폴리스의 스튜디오에서 이 자료의 많은 부분을 다시 녹음했다. 마지막 음반에는 뉴욕 5곡과 미니애폴리스 5곡이 수록되어 있다.
《Blood on the Tracks》는 처음에는 엇갈린 평을 받았으나 이후 비평가들과 팬들에 의해 딜런의 가장 위대한 음반 중 하나로 호평을 받았다. 이 노래들은 딜런의 당시 아내 사라의 소원함을 포함한 사생활의 긴장과 연관되어 있다. 그들의 아이들 중 한 명인 제이콥 딜런은 이 노래들을 "나의 부모님이 말하는 것"이라고 묘사했다. 이 음반은 고백적인 싱어송라이터의 기교를 보여주는 뛰어난 사례로 여겨져 왔으며, "가장 진실하고, 가장 솔직한 사랑 이야기"로 불렸다. 인터뷰에서 딜런은 음반에 수록된 곡들이 자전적인 것이라고 부인했다. 2003년에는 《롤링 스톤》의 역사상 가장 위대한 음반 500장 순위에서 16위에 올랐고, 2004년에는 피치포크의 1970년대 음반 100장 순위에서 5위에 올랐다.
이 음반은 빌보드 200 차트 1위, 영국 음반 차트 4위에 올랐고, 싱글 〈Tangled Up in Blue〉는 빌보드 핫 100 싱글 차트에서 31위로 정점을 찍었다. 이 음반은 딜런이 가장 잘 팔리는 스튜디오 음반 중 하나로 남아 있으며, 미국 음반 산업 협회의 더블 플래티넘 미국 인증을 받았다. 2015년에는 그래미 명예의 전당에 헌액되었다.
이 음반의 고화질 5.1 서라운드 사운드 에디션은 2003년 컬럼비아에 의해 SACD로 발매되었다.

## 배경 및 녹음
1974년 더 밴드와의 투어를 마친 뒤, 밥 딜런은 컬럼비아 레코드 직원 엘런 번스타인과 교제하기 시작했는데, 딜런의 전기 작가 클린턴 헤일린은 이를 딜런과 그의 아내 사라와의 결혼 생활이 무너지기 시작한 계기로 묘사했다. 1974년 봄, 딜런은 화가 노먼 레이븐에게 미술 수업을 받기 위해 몇 주 동안 뉴욕에 머물렀다. 딜런은 이후 여러 인터뷰에서 레이븐이 자신에게 시간에 대한 이해 방식을 근본적으로 바꿔주었다고 공을 돌렸다. 그리고 1974년 여름, 딜런은 새로 얻은 통찰을 바탕으로 세 권의 작은 공책에 걸쳐 일련의 곡들을 쓰기 시작했다.
레이븐은 나에게 보는 법을 가르쳐줬어... 내가 무의식적으로 느끼던 걸 의식적으로 할 수 있게 해줬지... 그걸 하기 시작했을 때 처음 만든 음반이 《Blood on the Tracks》였어. 모두가 그 음반이 꽤 다르다는 데 동의해. 그리고 그게 다른 이유는 가사 안에 코드가 있고, 또 시간이라는 개념이 없다는 점이야.

딜런은 이후 미네소타주에 있는 자신의 농장에서 번스타인과 함께 시간을 보냈고, 그곳에서 《Blood on the Tracks》를 구성하게 될 17곡을 완성했다. 헤일린은 이 곡들을 "20세기 최고의 러브송 모음일지도 모른다. 파탄 직전의 결혼 생활이 불러일으킬 수 있는 감정의 모든 스펙트럼이 담긴 노래들"이라고 표현했다.

## 커버 아트
앞면 커버에는 왼쪽을 바라보는 밥 딜런의 옆모습 초상화가 담겨 있다. 초상화 왼쪽에는 버건디색 띠가 있으며, 그 위에 아티스트 이름과 음반 제목이 흰색으로, 밑줄이 그어진 채 쓰여 있다. 커버 이미지는 그림처럼 보이지만, 실제로는 폴 틸이 촬영한 사진을 강하게 편집한 것이다(틸은 이에 대한 공로로 크레딧을 받았다). 틸은 이 사진이 1974년 1월 10일, 토론토의 메이플 리프 가든스에서 열린 콘서트에서 망원렌즈로 촬영한 것이라고 설명했다. 그는 사진을 현상할 때 솔라리제이션 기법을 사용한 뒤 수채화로 손수 채색했다.
뒷면 커버는 에디션에 따라 데이비드 오펜하임의 석판 인쇄 두 가지 중 하나를 보여준다. 주요 차이는 라이너 노트가 포함된 버전과 없는 버전 사이에 있다. 라이너 노트는 피트 해밀이 집필했으며, 이후 컬럼비아 레코드는 1975년 재발매하면서 이를 삭제했고, 그와 함께 석판화도 교체되었다. 그러나 해밀이 그의 해설로 그래미 어워드를 수상하면서 라이너 노트는 다시 복원되었다. 이후 두 가지 버전의 뒷면 커버 모두 재발매본이 존재한다.

## 곡 목록
모든 곡들은 밥 딜런에 의해 작사/작곡하였다.
| #  | 제목                                          | 재생 시간 |
| -- | --------------------------------------------- | --------- |
| 1. | 〈Tangled Up in Blue〉                        | 5:42      |
| 2. | 〈Simple Twist of Fate〉                      | 4:19      |
| 3. | 〈You're a Big Girl Now〉                     | 4:36      |
| 4. | 〈Idiot Wind〉                                | 7:48      |
| 5. | 〈You're Gonna Make Me Lonesome When You Go〉 | 2:55      |

| #  | 제목                                      | 재생 시간 |
| -- | ----------------------------------------- | --------- |
| 1. | 〈Meet Me in the Morning〉                | 4:22      |
| 2. | 〈Lily, Rosemary and the Jack of Hearts〉 | 8:51      |
| 3. | 〈If You See Her, Say Hello〉             | 4:49      |
| 4. | 〈Shelter from the Storm〉                | 5:02      |
| 5. | 〈Buckets of Rain〉                       | 3:22      |

## 인증
| 국가                       | 인증        | 판매량/출하량 |
| -------------------------- | ----------- | ------------- |
| 캐나다 (뮤직 캐나다)       | 플래티넘    | 100,000^      |
| 이탈리아                   | —           | 100,000       |
| 영국 (BPI)                 | 플래티넘    | 300,000^      |
| 미국 (RIAA)                | 2× 플래티넘 | 2,000,000^    |
| ^출하량을 기반으로 한 인증 |             |               |